# Har den äran Kalle Anka
Har den äran Kalle Anka (även Kalle Anka – har den äran!) (engelska: Donald's Happy Birthday) är en amerikansk animerad kortfilm med Kalle Anka från 1949.

## Handling
Kalle Anka fyller år och Knatte, Fnatte och Tjatte vill köpa en present till honom – en ask med cigarrer. Men eftersom de inte har råd med att köpa den försöker de be Kalle om pengar i tron om att kunna få tillräckligt med pengar.

## Om filmen
Filmen hade svensk premiär den 9 maj 1949 och visades på biografen Spegeln i Stockholm.
Filmen har givits ut på VHS och DVD och finns dubbad till svenska.

## Rollista
- Clarence Nash – Kalle Anka, Knatte, Fnatte och Tjatte[8]